# Beerenberg
Beerenberg este un munte de pe insula Jan Mayen, în Oceanul Arctic, în nordul Norvegiei.

## Geografia
Vulcanul are un crater în mare parte umplut cu gheață. Craterul are aproximativ 1 km lărgime.
Pantele vulcanului sunt în mare parte acoperite de gheață, cu mai mulți ghețari mari, inclusiv cinci care ajung la mare. Cel mai lung ghețar este ghețarul Weyprecht, care curge de la vârful vulcanului prin partea de nord-vest de la buza craterului, și se extinde aproximativ 6 km până la mare.
Beerenberg este compus în principal din lavă bazaltică cu mici cantități de tefra. Numeroase conuri de zgură s-au format de-a lungul fisurilor. Erupțiile sale cele mai recente au avut loc în 1985, cu erupții prealabile în 1973 și 1970. Alte erupții cu înregistrări istorice au avut loc în 1732, 1818 și 1851.

### Particularitate
Este cel mai nordic vulcan activ din lume și are o înălțime de 2241 m.

## Galerie de imagini

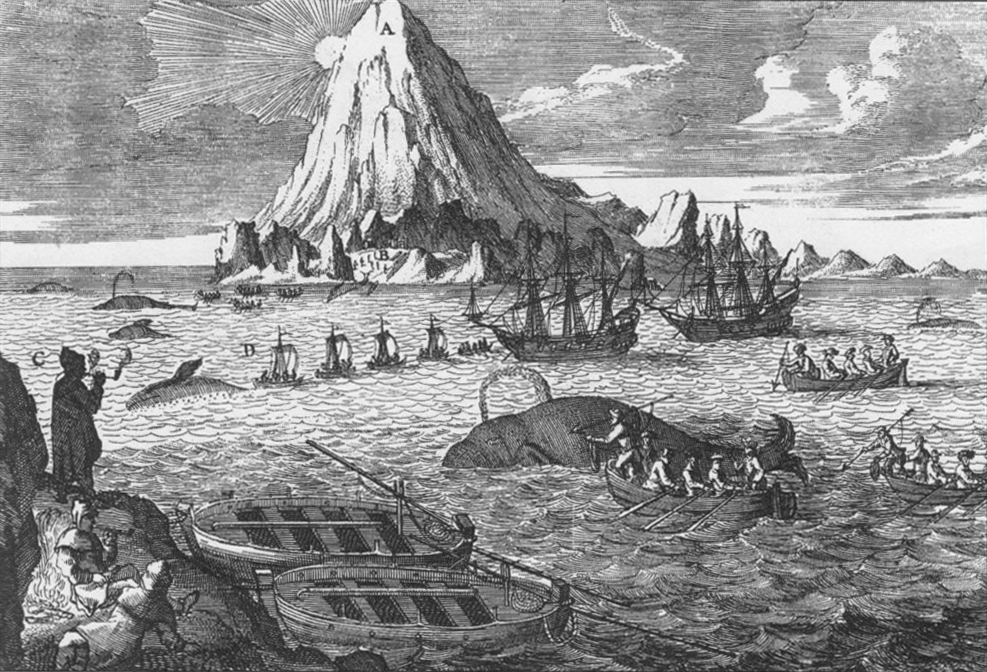
Vânătoare de balene, sec. al XVIII-lea
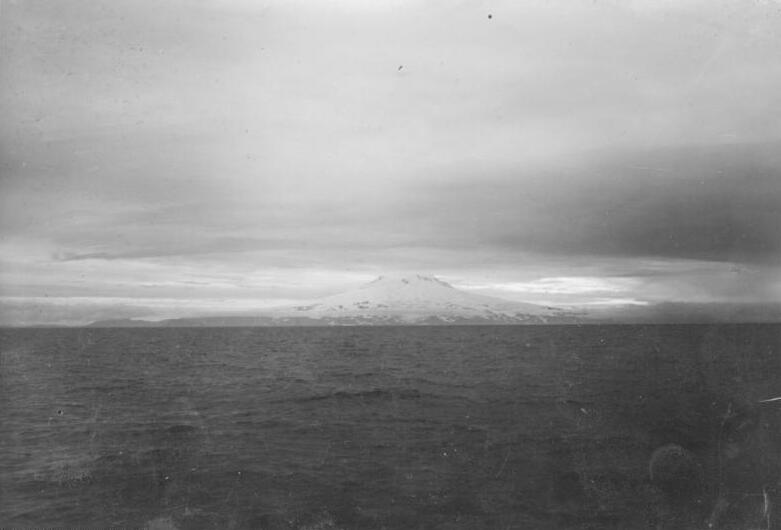
Vulcanul Beerenberg în 1925
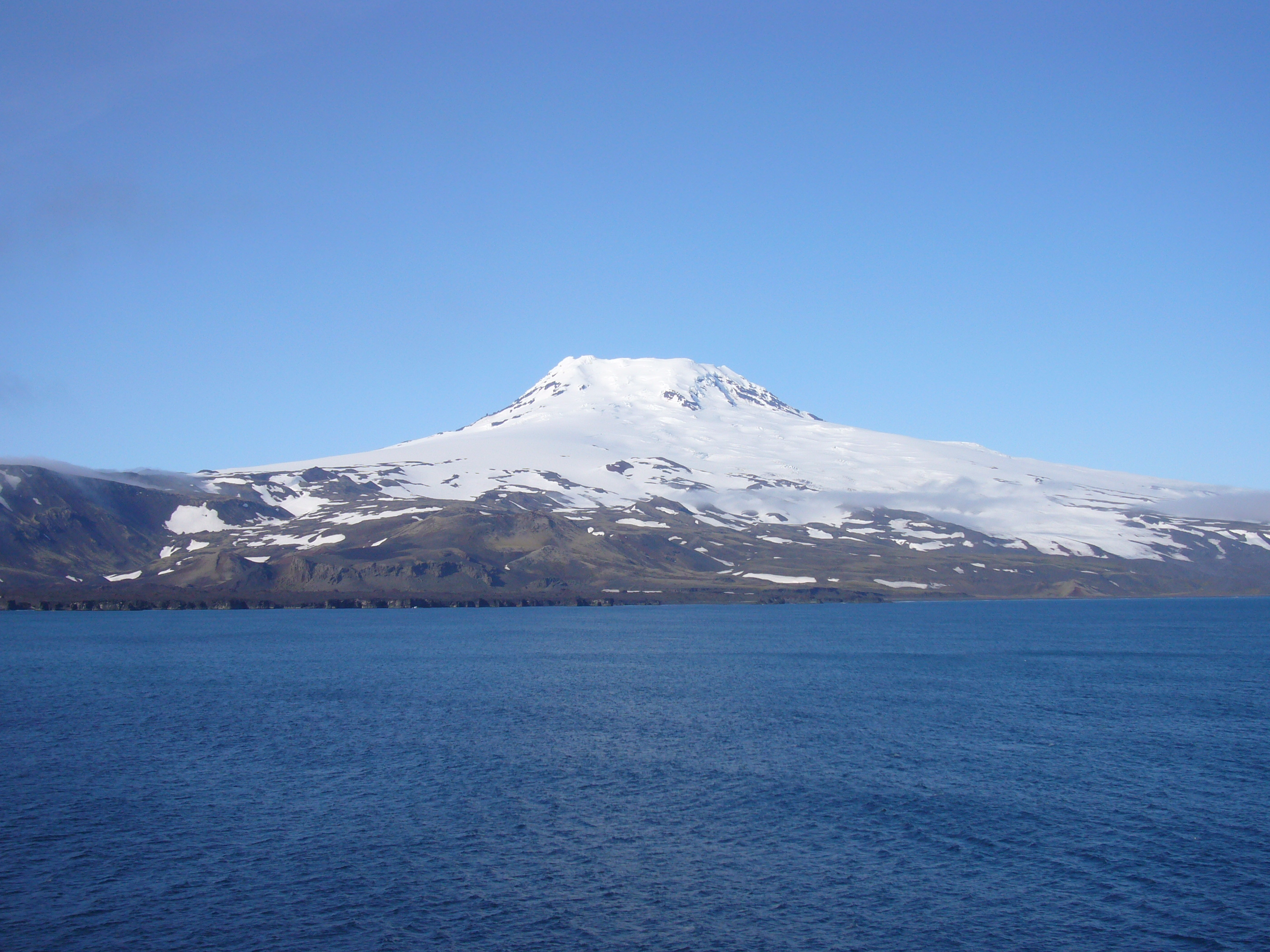
Vulcanul Beerenberg
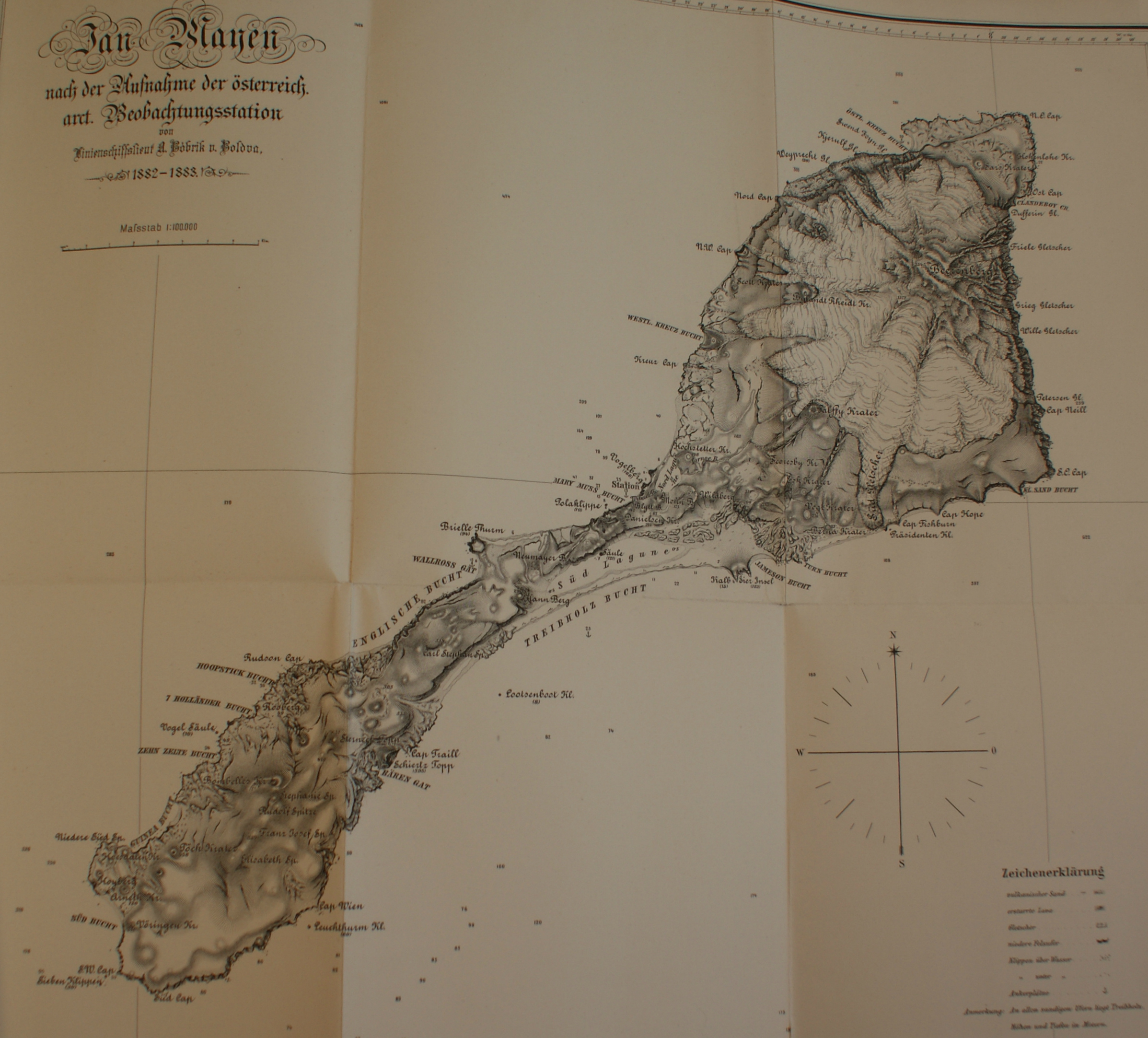
Schiță